# Stein (Gefrees)
Stein ([ʃtaɪ̯n] ) ist ein Gemeindeteil der Stadt Gefrees im Landkreis Bayreuth (Oberfranken, Bayern). Stein liegt in der Gemarkung Lützenreuth. Zum Gemeindeteil Stein zählt die Einöde Moos.

## Geografie
Das Kirchdorf liegt an der Ölschnitz. Eine Gemeindeverbindungsstraße führt nach Ackermannshof (0,5 km nördlich).

## Geschichte
Zur Realgemeinde Stein gehörte Ackermannshof und Meyerhof. Gegen Ende des 18. Jahrhunderts bestand Stein mit Ackermannshof aus 27 Anwesen (1 Halbhof, 3 Viertelhöfe, 1 Viertelgut, 6 Söldengütlein, 1 Söldengut mit Mahlmühle, 1 Gütlein, 3 Häuser, 11 Tropfhäuser) und einer Kirche. Die Hochgerichtsbarkeit stand dem bayreuthischen Stadtvogteiamt Berneck zu. Die Dorf- und Gemeindeherrschaft hatten das Stadtvogteiamt Berneck und das bayreuthische Amt Stein gemeinschaftlich inne. Das Amt Stein war Grundherr sämtlicher Anwesen.
Von 1797 bis 1810 unterstand Stein dem Justiz- und Kammeramt Gefrees. Infolge des Ersten Gemeindeedikts wurde Stein dem 1812 gebildeten Steuerdistrikt Lützenreuth und der zugleich entstandenen Ruralgemeinde Lützenreuth zugewiesen. Im Zuge der Gebietsreform in Bayern wurde Stein am 1. Juli 1971 nach Gefrees eingemeindet.

### Baudenkmäler
- Haus Nr. 32: Burg Stein

ehemaliges Baudenkmal
- Haus Nr. 4: Eingeschossiger Satteldachbau der ersten Hälfte des 19. Jahrhunderts, mit Eckquaderung; am Sturz der Haustür unleserliche Bezeichnung.[8]

### Einwohnerentwicklung
| Jahr      | 001812 | 001819 | 001861 | 001871 | 001885 | 001900 | 001925 | 001950 | 001961 | 001970 | 001987 |
| Einwohner | 113    | 135 *  | 156    | 140    | 144    | 128    | 111    | 188    | 109    | 118    | 96     |
| Häuser    | 22     |        |        |        | 24     | 21     | 24     | 22     | 23     |        | 25     |
| Quelle    | [ 6 ]  | [ 10 ] | [ 11 ] | [ 12 ] | [ 13 ] | [ 14 ] | [ 15 ] | [ 16 ] | [ 17 ] | [ 18 ] | [ 1 ]  |

## Religion
Stein ist seit der Reformation evangelisch-lutherisch geprägt und Sitz der Kirchengemeinde St. Michael (Stein, Gefrees), die zur Pfarrei St. Trinitatis (Berneck) gehört.